# أوبري شارب
أوبري شارب (23 مارس 1889 في المملكة المتحدة - 15 فبراير 1973 بليستر في المملكة المتحدة) (بالإنجليزية: Aubrey Sharp)‏ هو لاعب كريكت بريطاني (وحمل سابقاً جنسية المملكة المتحدة لبريطانيا العظمى وأيرلندا). لعب مع نادي مقاطعة ليسترشاير للكريكت ‏.